# Liste der Kulturgüter in Daillens
Die Liste der Kulturgüter in Daillens enthält alle Objekte in der Gemeinde Daillens im Kanton Waadt, die gemäss der Haager Konvention zum Schutz von Kulturgut bei bewaffneten Konflikten, dem Bundesgesetz vom 20. Juni 2014 über den Schutz der Kulturgüter bei bewaffneten Konflikten sowie der Verordnung vom 29. Oktober 2014 über den Schutz der Kulturgüter bei bewaffneten Konflikten unter Schutz stehen.
Objekte der Kategorien A und B sind vollständig in der Liste enthalten, Objekte der Kategorie C fehlen zurzeit (Stand: 1. Januar 2023).

## Kulturgüter
| Foto |                                                                      | Objekt | Kat. | Typ | Standort                           | Beschreibung |
| ---- | -------------------------------------------------------------------- | --- | ---- | --- | ---------------------------------- | ------------ |
| ja   | Datei hochladen · Wikidata zu Reformierte Kirche Daillens (Q3517551) | Reformierte Kirche Notre Dame mit Wandmalereien und Kirchturm / Église réformée Notre-Dame Clocher avec peintures murales et clocher KGS-Nr.: 06047 | A    | G   | Route de Bettens 2 531844 / 163635 |              |
| ja   | Datei hochladen · Wikidata zu Pfarrhaus (Q29890734)                  | Pfarrhaus / Cure KGS-Nr.: 14604 | B    | G   | Rue du Château 2 531832 / 163539   |              |